# 楚金甫
楚金甫（1959年4月—），河南长葛市后河镇人，高级经济师、高级工程师。
毕业于河南财经学院工业经济管理系，取得清华大学经管学院2004级EMBA。2002年担任河南奔马股份有限公司董事长。2004年任河南森源集团有限公司董事长兼总经理。2015年以11亿美元身家位列福布斯华人富豪榜第338名。

## 头衔
- 清华大学EMBA河南同学会会长